# Minoru Kushibiki
Minoru Kushibiki (櫛引 実 Kushibiki Minoru?,  nacido el 10 de junio de 1967 en Osaka) es un exfutbolista japonés. Jugaba de guardameta y su último club fue el Avispa Fukuoka de Japón.

## Trayectoria

### Clubes
| Club                  | País  | Año         |
| --------------------- | ----- | ----------- |
| Toshiba               | Japón | 1990 - 1991 |
| Otsuka Pharmaceutical | Japón | 1991 - 1995 |
| Kyoto Purple Sanga    | Japón | 1996 - 1998 |
| Avispa Fukuoka        | Japón | 1999        |